# Клемансе (коммуна)
Клемансе́ (фр. Clémencey) — коммуна во Франции, находится в регионе Бургундия. Департамент коммуны — Кот-д’Ор. Входит в состав кантона Жевре-Шамбертен. Округ коммуны — Дижон.
Код INSEE коммуны — 21178.

## Население
Население коммуны на 2010 год составляло 120 человек.
| 1962 | 1968 | 1975 | 1982 | 1990 | 1999 | 2010 |
| ---- | ---- | ---- | ---- | ---- | ---- | ---- |
| 45   | 41   | 41   | 58   | 59   | 92   | 120  |

## Экономика
В 2010 году среди 84 человек трудоспособного возраста (15—64 лет) 71 были экономически активными, 13 — неактивными (показатель активности — 84,5 %, в 1999 году было 73,8 %). Из 71 активных жителей работали 69 человек (37 мужчин и 32 женщины), безработных было 2 (1 мужчина и 1 женщина). Среди 13 неактивных 4 человека были учениками или студентами, 9 — пенсионерами, 0 были неактивными по другим причинам.